# Weine Bramme
Weine Anders Bramme, född 11 september 1907 i Stockholm, död 15 december 1948 mellan Kanarieöarna och Sverige, var en svensk kapellmästare och konstnär.
Han var son till mekanikern Anders Oskar Andersson och Edla Margareta Eriksson samt från 1946 gift med Margit von Sivers.
Bramme var verksam som musiker och kapellmästare i många år. Han övergick till konsten och studerade för bland annat Isaac Grünewald på 1930-talet. Han ställde ut separat i Sundsvall 1947 och medverkade i ett antal samlingsutställningar. Hans konst består av figurer och landskap i olja. På grund av hälsoproblem vistades han i slutet av 1940-talet på Kanarieöarna där han målade landskapsmotiv från ön.  